# Утро (кантон)
Утро (фр. Outreau) — кантон во Франции, находится в регионе О-де-Франс, департамент Па-де-Кале. Входит в состав округа Булонь-сюр-Мер.

## История
До 2015 года в состав кантона входили коммуны:
- Утро
- Экиан-Плаж

В результате реформы 2015 года  состав кантона был изменен — в него вошли несколько коммун упраздненного кантона Саме.

## Состав кантона с 22 марта 2015 года
В состав кантона входят коммуны (население по данным Национального института статистики за 2018 г.):
- Данн (1 303 чел.)
- Иск (1 156 чел.)
- Кондет (2 486 чел.)
- Нель (991 чел.)
- Нёшатель-Ардело (3 744 чел.)
- Сен-Леонар (3 394 чел.)
- Сент-Этьенн-о-Мон (5 118 чел.)
- Утро (13 575 чел.)
- Эден-л’Аббе (1 911 чел.)
- Экиан-Плаж (2 700 чел.)
- Эсдиньёль-ле-Булонь (688 чел.)

## Политика
На президентских выборах 2022 г. жители кантона отдали в 1-м туре Марин Ле Пен 34,8 % голосов против 29,0 % у Эмманюэля Макрона и 15,6 % у Жана-Люка Меланшона; во 2-м туре в кантоне победила Ле Пен, получившая 72,2 % голосов. (2017 год. 1 тур: Марин Ле Пен – 30,4 %, Жан-Люк Меланшон – 20,2 %, Эмманюэль Макрон – 20,1 %, Франсуа Фийон – 15,1 %; 2 тур: Макрон – 52,1 %. 2012 год. 1 тур: Франсуа Олланд — 31,5 %, Марин Ле Пен — 23,0 %, Николя Саркози — 21,9 %; 2 тур: Олланд — 57,6 %).
С 2021 года кантон в Совете департамента Па-де-Кале представляют мэр коммуны Сент-Этьенн-о-Мон Брижитт Пассебоск (Brigitte Passebosc) (Коммунистическая партия) и мэр города  Утро Себастьен Шошуа (Sébastien Chochois) (Социалистическая партия).
|                | Кандидаты                         | Партия                   | Первый тур | Первый тур     | Второй тур | Второй тур |
| Кол-во голосов | Кандидаты                         | Партия                   | % голосов  | Кол-во голосов | % голосов  |            |
| -------------- | --------------------------------- | ------------------------ | ---------- | -------------- | ---------- | ---------- |
|                | Брижитт Пассебоск Себастьен Шошуа | Левый блок               | 6 008      | 66,59          | 6 488      | 73,05      |
|                | Фабьян Герен Тома Памар           | Национальное объединение | 2 437      | 27,01          | 2 393      | 26,95      |
|                | Вероника Коффен Жюльен Магрит     | Непокорённая Франция     | 578        | 6,41           |            |            |

|                | Кандидаты                      | Партия                  | Первый тур | Первый тур     | Второй тур | Второй тур |
| Кол-во голосов | Кандидаты                      | Партия                  | % голосов  | Кол-во голосов | % голосов  |            |
| -------------- | ------------------------------ | ----------------------- | ---------- | -------------- | ---------- | ---------- |
|                | Анни Брюне Себастьен Шошуа     | Социалистическая партия | 4 085      | 28,32          | 7 105      | 55,26      |
|                | Даниэль Жест Кристин Мартингем | Национальный фронт      | 4 601      | 31,90          | 5 752      | 44,74      |
|                | Жан-Пьер Пон Беатрис Ренуа     | Правый блок             | 3 694      | 25,61          |            |            |
|                | Жан-Клод Жюда Малика Манидрен  | Коммунистическая партия | 2 044      | 14,17          |            |            |

|  | Кандидат          | Партия                    | % голосов |
|  | ----------------- | ------------------------- | --------- |
|  | Тереза Гильбер    | Социалистическая партия   | 58,45     |
|  | Андре Швальчински | Союз за народное движение | 16,12     |
|  | Андре Бланпен     | Коммунистическая партия   | 16,07     |
|  | Луи Санье         | Национальный фронт        | 9,36      |